# Pseudomesochra tatianae
Pseudomesochra tatianae är en kräftdjursart som beskrevs av Drzycimski 1968. Pseudomesochra tatianae ingår i släktet Pseudomesochra och familjen Pseudotachidiidae. Inga underarter finns listade i Catalogue of Life.